# 攀枝花地震
攀枝花地震（はんしかじしん）は、2008年（平成20年）8月30日午後4時30分（北京時間）に、中国四川省攀枝花市仁和区と涼山イ族自治州会理県の境を震央として発生した地震。地震の規模はマグニチュード6.1、震源の深さは10キロメートル。

## 被害
9月1日11時まで、36人が死亡、506人が負傷し、死傷者の大部分は四川省会理県、攀枝花市、雲南省楚雄彝族自治州等に分布している。

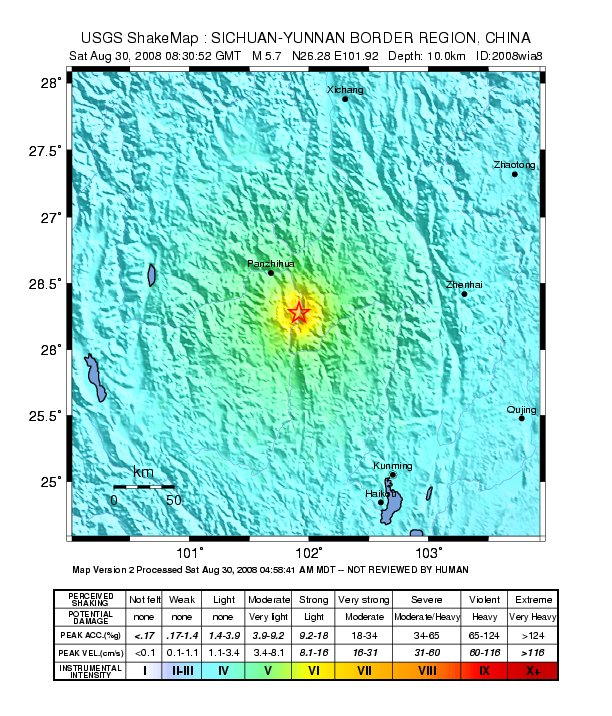
震度を示した地図